# Драматично-куклен театър (Враца)
Драматично-кукленият театър във Враца е създаден през 1938 г. Директор на театъра от месец ноември 2023 година е Владлен Александров.

## История
На 27 август 1938 г. Врачанският областен театър, сформиран като пътуващ, дава първото си представление на „Тайна“. Тържественото откриване на първия театрален сезон на театъра става на 9 октомври 1938 г. на сцената на стария салон на читалище „Развитие“ във Враца с „Пристанала“.
На 20 януари 1941 г. е открита новата сграда на читалище „Развитие“ по проект на архитектите Васильов и Цолов. За времето си е най-модерната читалищна сграда в Северозападна България. Салонът е с близо 600 седящи места. Така Врачанският областен театър се сдобива със своя постоянна база. През този сезон театърът за първи път в своята история поднася на своите най-малки почитатели и детска пиеса.
Подготовката за сезон 1948 – 9 г. театърът започва като Врачански народен театър. Своите постижения разкрива с участието си в Първия преглед на съвременната българка драма в София, 5 юни – 2 юли 1952 г.
На 9 октомври 1963 г. Врачанският народен театър чества своята четвъртвековна дейност, която е свързана с имената на Стефан Кортенски, Иван П. Георгиев, Ради Тамамджиев, Георги Фратев, Димитър Панов, Георги Крънзов, Недялчо Чернев, д-р Правда Атанасова и редица други големи български артисти, със сътрудничеството на Кръстю Сарафов, Иван Димов, Стефан Сърчаджиев, Кръстю Мирски, Константин Кисимов и др., с помощта от Николай Фол и Орлин Василев. За 25 г. театърът е изнесъл около 7200 представления на около 150 пиеси, гледани от над 2,5 милиона зрители. През този сезон за първи път в страната на сцената на Врачанския народен театър е представена историческата драма „Деспот Добротица“ от Н. Фол.
Врачанският народен театър открива сезона 1965 – 66 г. преименуван като Врачански драматичен театър. През втората половина на 1960-те и началото на 1970-те години Врачанският драматичен театър навлиза в период на творческа зрялост и се налага сред културните институти в Северозападна България.
В началото на 1968 г. в сутеренния салон на читалище „Развитие“ е създаден камерен театър със 144 места, който намира трайно място в културния живот на Враца и тя става център за представяне на постиженията на „малките“ театрални форми от 1977 г. до днес. От юни 1978 г. театърът се пренася в новооткритата сграда-дворец на културата.
Сериозна художествена атестация за Врачанския драматичен театър в този период са постановките: „Ние долуподписаните“ от Ал. Гелман, „Нора“ от Ибсен, „Делото Сагадеев“ от Аз. Абдулин, „Домът на Бернарда Алба“ от Ф. Г. Лорка, „Големият род“ от М. Минков и др.
От 2000 г. Драматичният театър и Държавният куклен театър са обединени като Драматично-куклен театър. Той разполага със собствена театрална сграда, голям салон със 748 места, камерна зала със 100 места, куклена зала с 80 места и балетна зала със 70 места. Трупата е съставена от 68 души, от които 25 – художествено творчески състав и 43 – административно-технически.